# T. R. 페렌바크
T. R. 페렌바크(T. R. Fehrenbach, 1925년 1월 12일 – 2013년 12월 1일)는 미국의 군인 출신 역사학자이다.

## 한국전쟁 참전
한국전쟁에 장교로 직접 참전하였다.

## 저술
그가 저술한 한국전쟁사 책인 'This Kind of War'는 베스트셀러로 꼽히고 있다. 그러나 이 책은 자신의 한국전쟁 참전 경험담이 들어가 있지는 않다.